# Radikal 33
Das Radikal 33 mit der Bedeutung „Gelehrter, Krieger, Samurai“ ist eines von 31 traditionellen Radikalen der chinesischen Schrift, die aus drei Strichen bestehen.
Es entwickelte sich aus der Bedeutung „Gebildeter“ (einer, der die Zahlen von eins bis zehn kennt).
Es ist leicht zu verwechseln mit 土 Radikal 32 – aber die Querstriche sind unterschiedlich lang.

## Schriftzeichenverbindungen, die vom Radikal 33 regiert werden
| Striche | Zeichen     |
| ------- | ----------- |
| +0      | 士          |
| +01     | 壬          |
| +02     | 壭          |
| +03     | 壮          |
| +04     | 壯 声 壱 売 |
| +05     | 壳          |
| +06     | 壴 壵       |
| +07     | 壶          |
| +08     | 壷 壸       |
| +09     | 壹 壺 壻    |
| +10     | 壼          |
| +11     | 壽          |
| +12     | 壾 壿 夀    |
| +13     | 夁          |

 Im Unicodeblock Kangxi-Radikale ist das Radikal 33 unter der Codepointnummer 12.064 (U+2F20) codiert.